# Blechnàcies
Les blechnàcies (Blechnaceae) són una família de falgueres de l'ordre Polypodiales que compta amb 9 gèneres i unes 240-260 espècies de distribució cosmopolita.
La majoria són plantes terrestres, algunes són enfiladisses com és el cas de Stenochlaena. En la majoria les fulles joves són vermelloses.
Gèneres
- Blechnum L.
- Brainea J. Sm.
- Doodia R. Br.
- Pteridoblechnum J. Sm.
- Sadleria Kaulf.
- Salpichlaena J. Sm.
- Steenisioblechnum J. Sm.
- Stenochlaena J. Sm.
- Woodwardia J. Sm. (syn. Lorinseria C.Presl.)